# Seebrücke Bansin

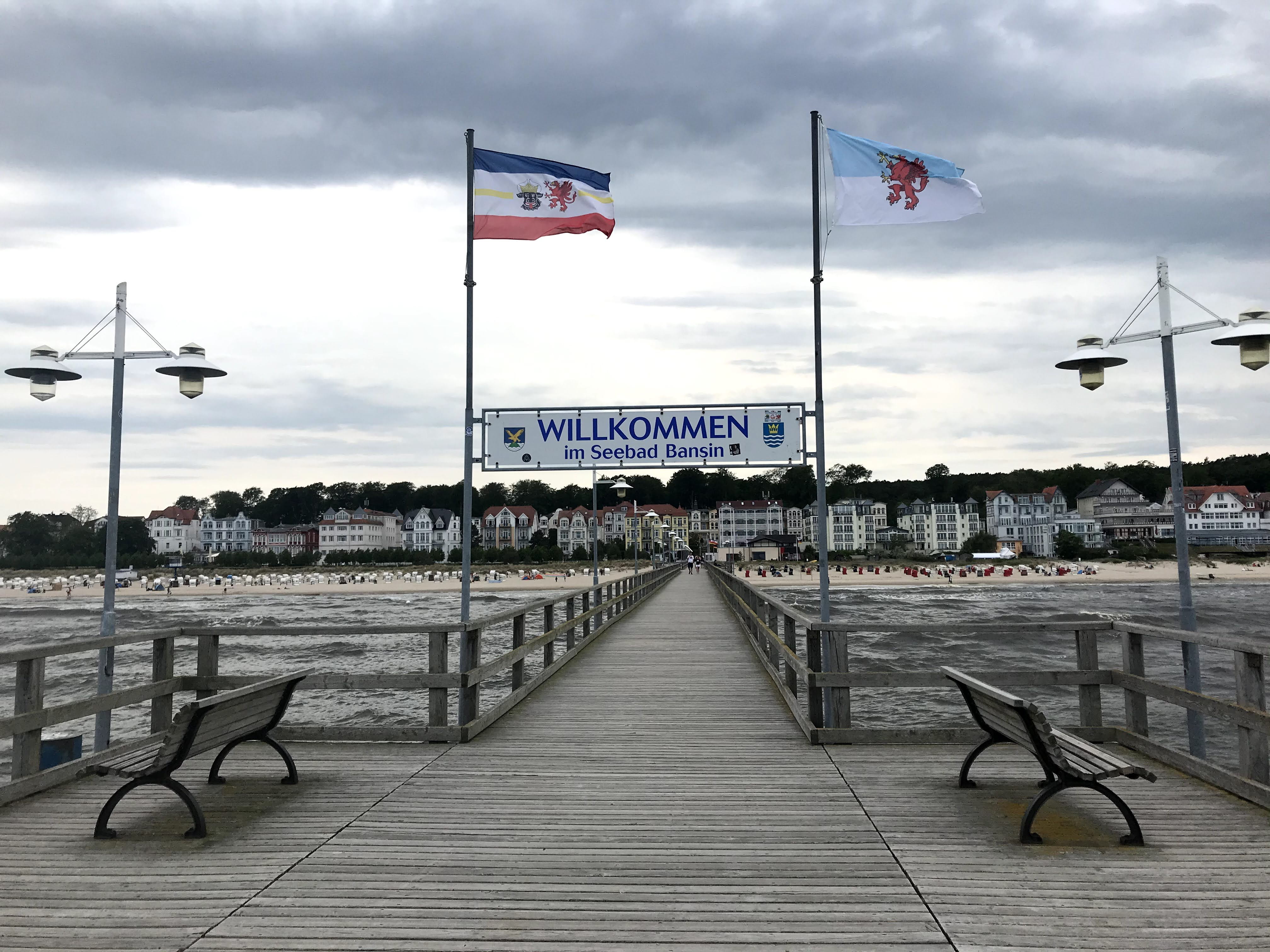
Seebrücke in Bansin (2020)

Die Seebrücke Bansin ist eine Seebrücke im Ostseebad Bansin, seit 2005 ein Ortsteil der Gemeinde Heringsdorf auf der Insel Usedom im Landkreis Vorpommern-Greifswald in Mecklenburg-Vorpommern an der Ostsee.

## Geschichte
Ursprünglich wurde bereits in der Gründerzeit ein Seesteg errichtet.
Diese musste jedoch nach dem Zweiten Weltkrieg um 1950 wegen Baufälligkeit witterungsbedingt abgetragen werden.

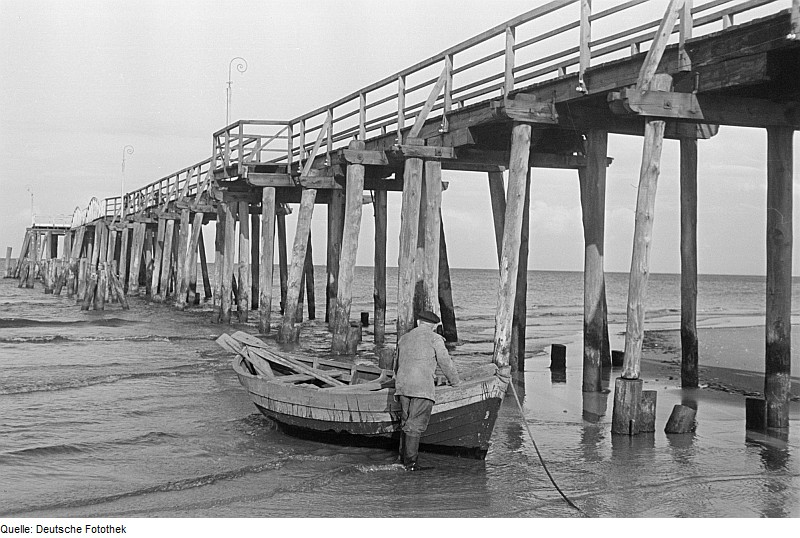
Seebrücke in Bansin (1946)

Erst nach der politischen Wende nach 1990 beschloss man den Neubau einer Seebrücke für die touristische Aufwertung des beliebten Badeortes. 
Bansin, seit 1997 mit dem Titel Ostseeheilbad, gehört neben Heringsdorf und Ahlbeck zu den Dreikaiserbädern und hat im Gegensatz zu ihren Pendants eine Seebrücke ohne Land- und Brückengebäude. Auf einer Länge von 285 Metern über den ca. 50 Meter breiten Sandstrand hinweg bietet sich am Ende ein einmaliger Blick auf die Steilküste, übers Meer und die Kaiserbäderküste.